# Lístek
Lístek (foliolum) je samostatná lupenitá část složeného listu, který může být zpeřený nebo dlanitě složený.

## List zpeřený
U listu zpeřeného (folium pinnatum) vyrůstají lístky z listového vřetene (rhachis), tj. z prodlouženého řapíku. A to buď vzájemně vstřícně, např. jeřáb ptačí (Sorbus aucuparia), nebo střídavě sblížené. Tyto dva lístky vytvářejí tzv. jařmo (jugum). Podle počtu jařem, dvojic lístků, se označují listy jako dvoujařmé, trojjařmé, vícejařmé. Lístky jsou ke vřetenu přisedlé nebo přirostlé řapíčky a okolo nich mohou vyrůstat palístky. U listu přetrhovaně zpeřeného se střídají jařma malých a velkých lístků, např. lilek brambor (Solanum tuberosum).
Podle postavení koncového lístku se zpeřené listy rozdělují na:
- List lichozpeřený (lichý počet lístků) – za posledním jařmem, na špičce vřetene listu, vyrůstá ještě osamocen lístek, např. trnovník akát (Robinia pseudacacia).
- List sudozpeřený (sudý počet) – za posledním jařmem, na špičce vřetene listu, již nevyrůstá lístek, ale např. úponka, např. bob obecný (Vicia faba), nebo hrot, např. hrachor jarní (Lathyrus vernus).

## List dlanitě složený
U listu dlanitě složeného (folium palmatum) vyrůstají prstovitě uspořádané lístky z jednoho místa na konci řapíku. Podle počtu lístků označujeme list za dvoučetný, trojčetný, mnohočetný. Například listy jetele plazivého (Trifolium repens) mají většinou tři lístky (je trojčetný), vzácně však i čtyři (čtyřčetný) (čtyřlístek) nebo i více.

## Násobnost
Listy mohou být zpeřené nebo dlanitě složené i násobně, dvakrát, třikrát, např. děhel lékařský (Angelica officinalis), např. sasanka hajní (Anemone nemorosa). Tehdy se lístky skládají z lístečků (pinnula).

## Poznámka
Ve spojení kališní lístek, korunní lístek a okvětní lístek je také tento termín označením pro části květu.

## Galerie

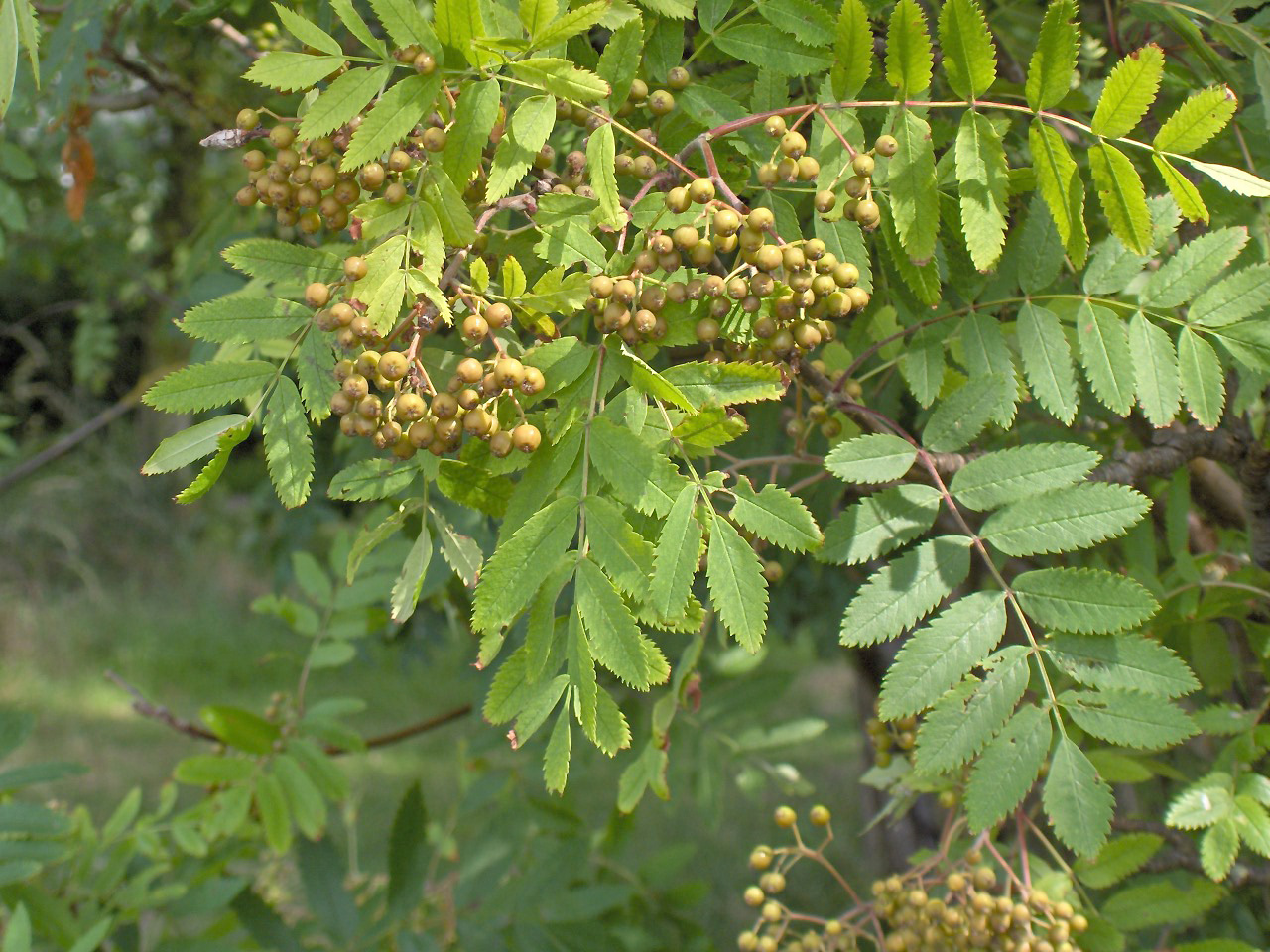
Zpeřený šestijařmový list jeřábu ptačího
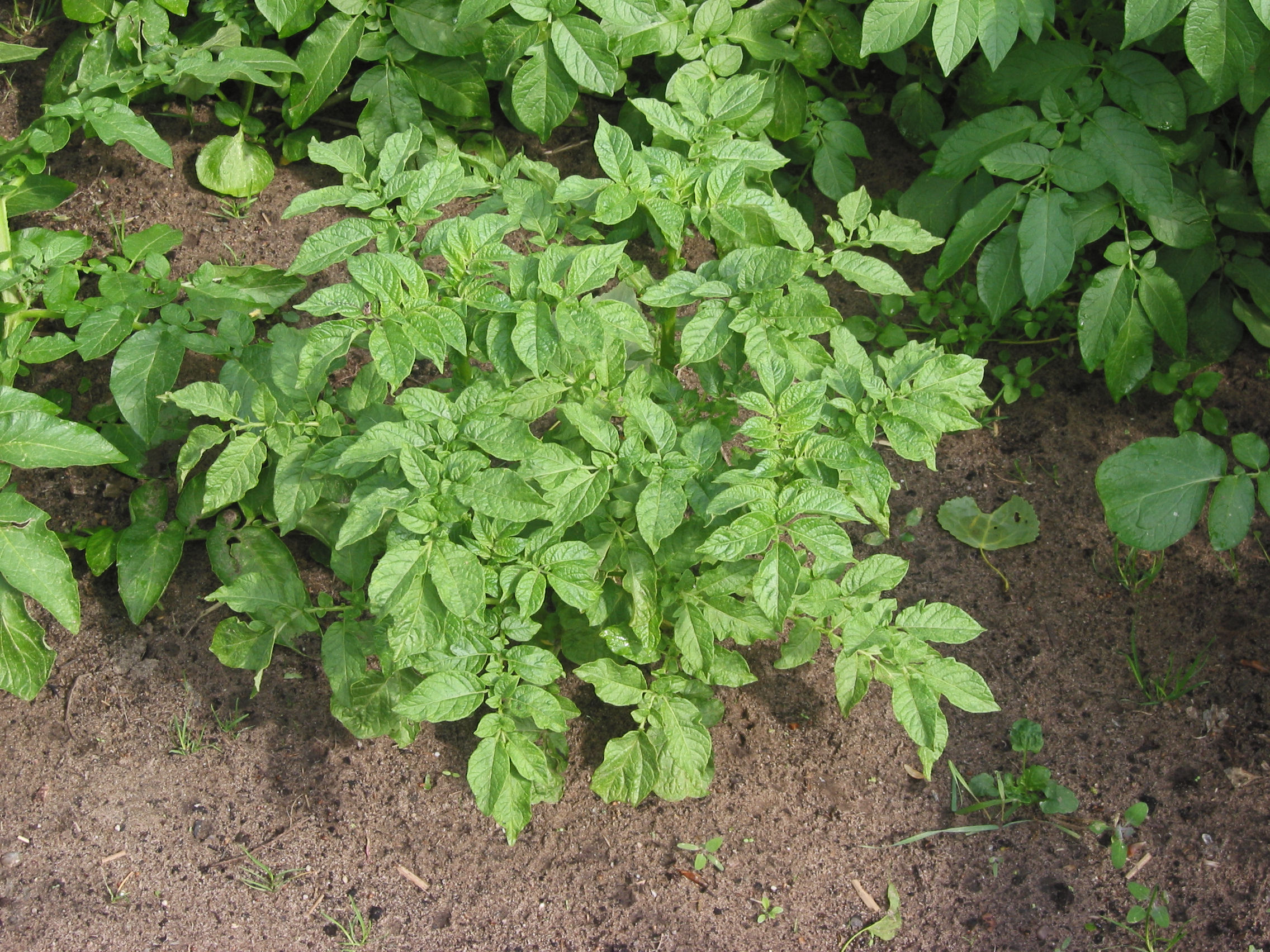
Přetrhovaně zpeřený list lilku bramboru
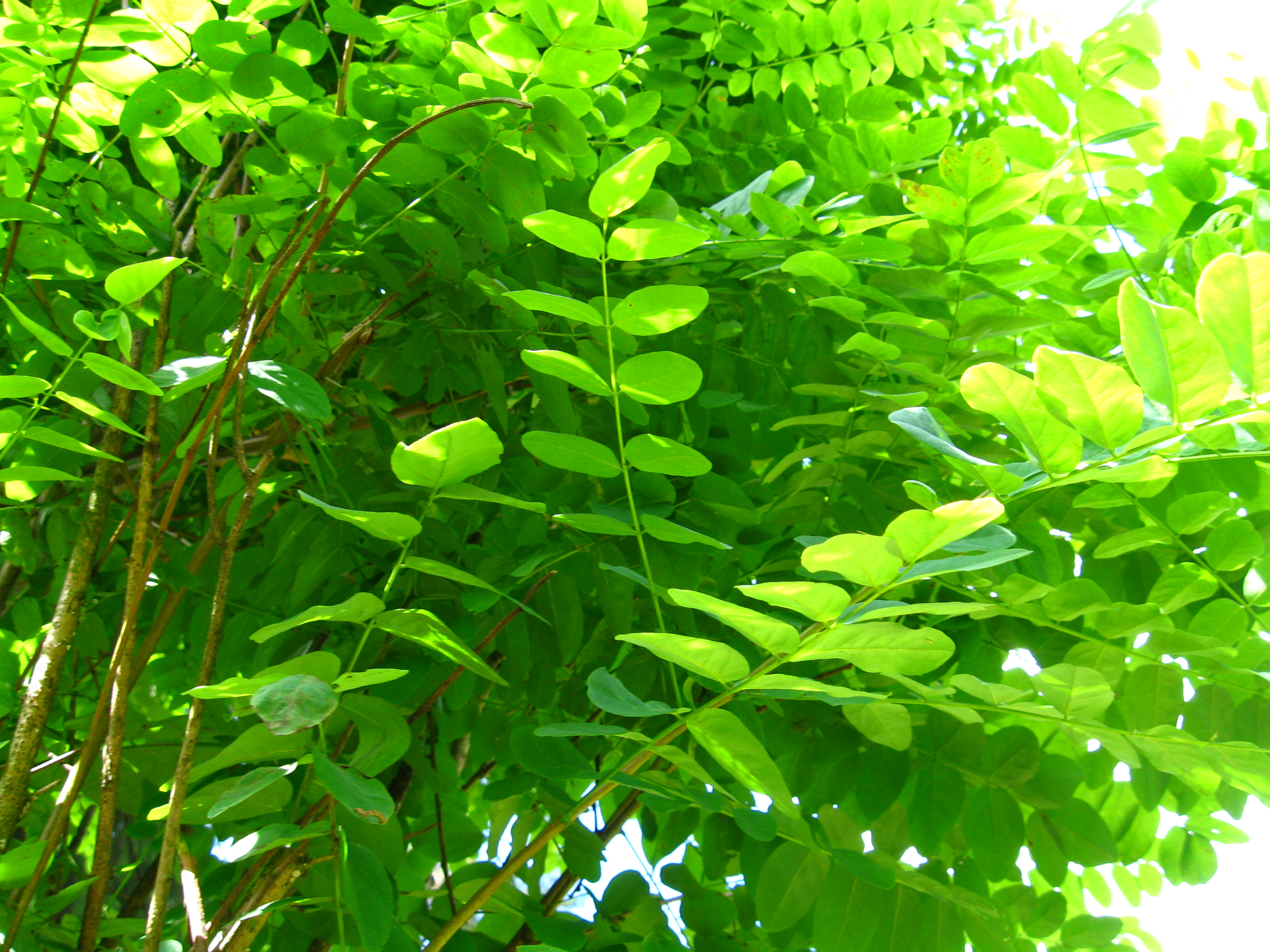
Složený lichozpeřený list trnovníku akátu
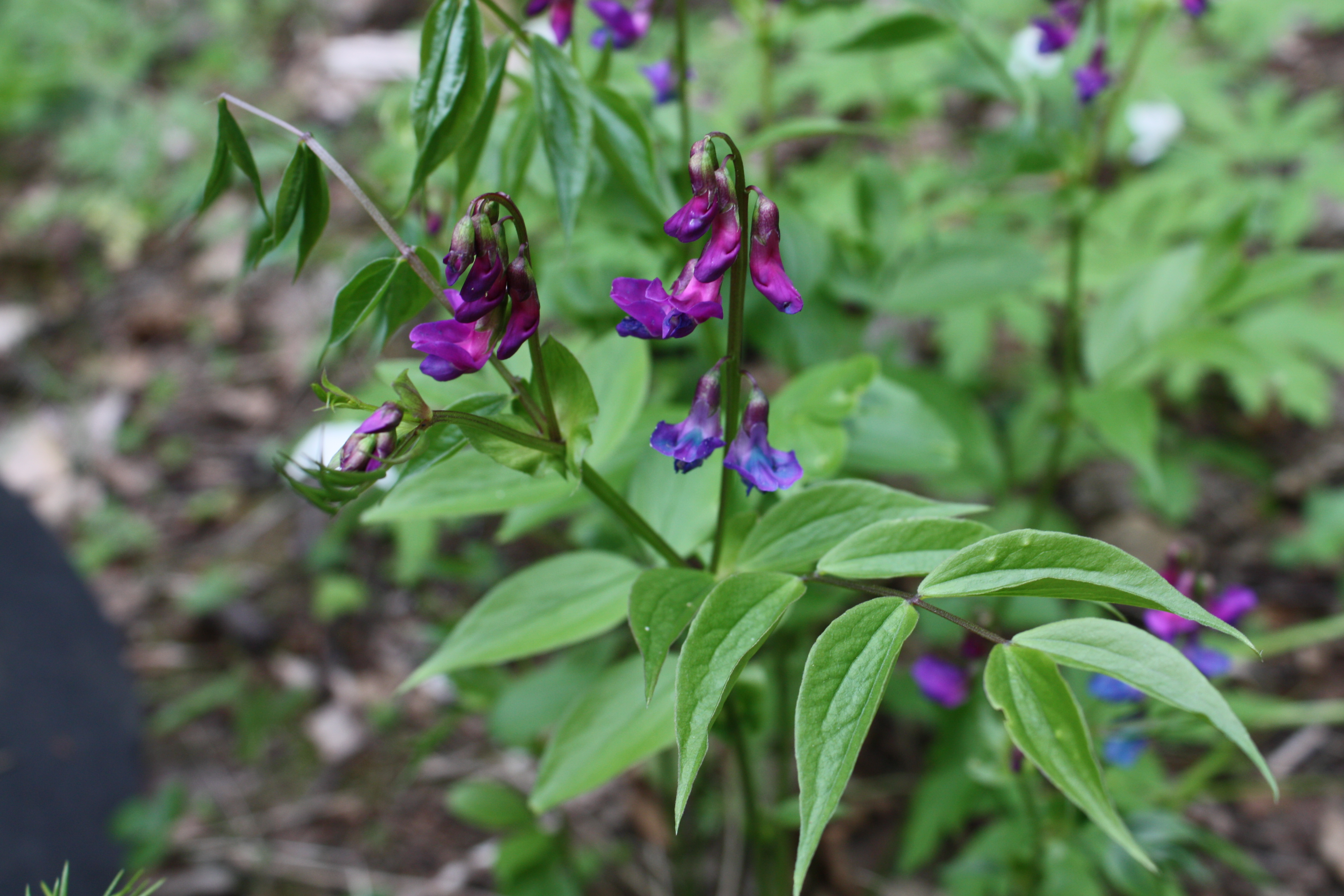
Složený sudozpeřený list hrachoru jarního
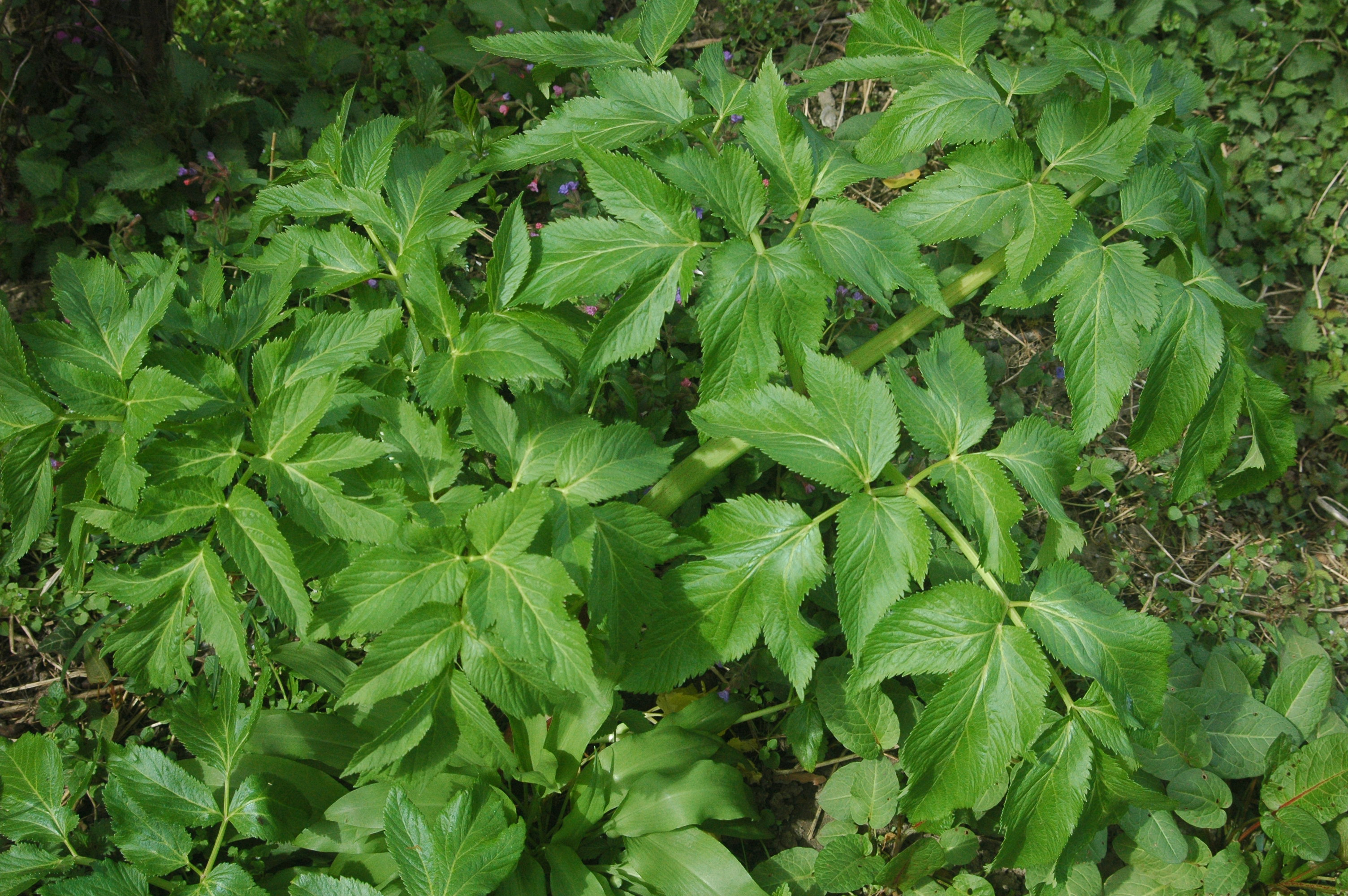
Dvojnásobně zpeřený list děhelu lékařského
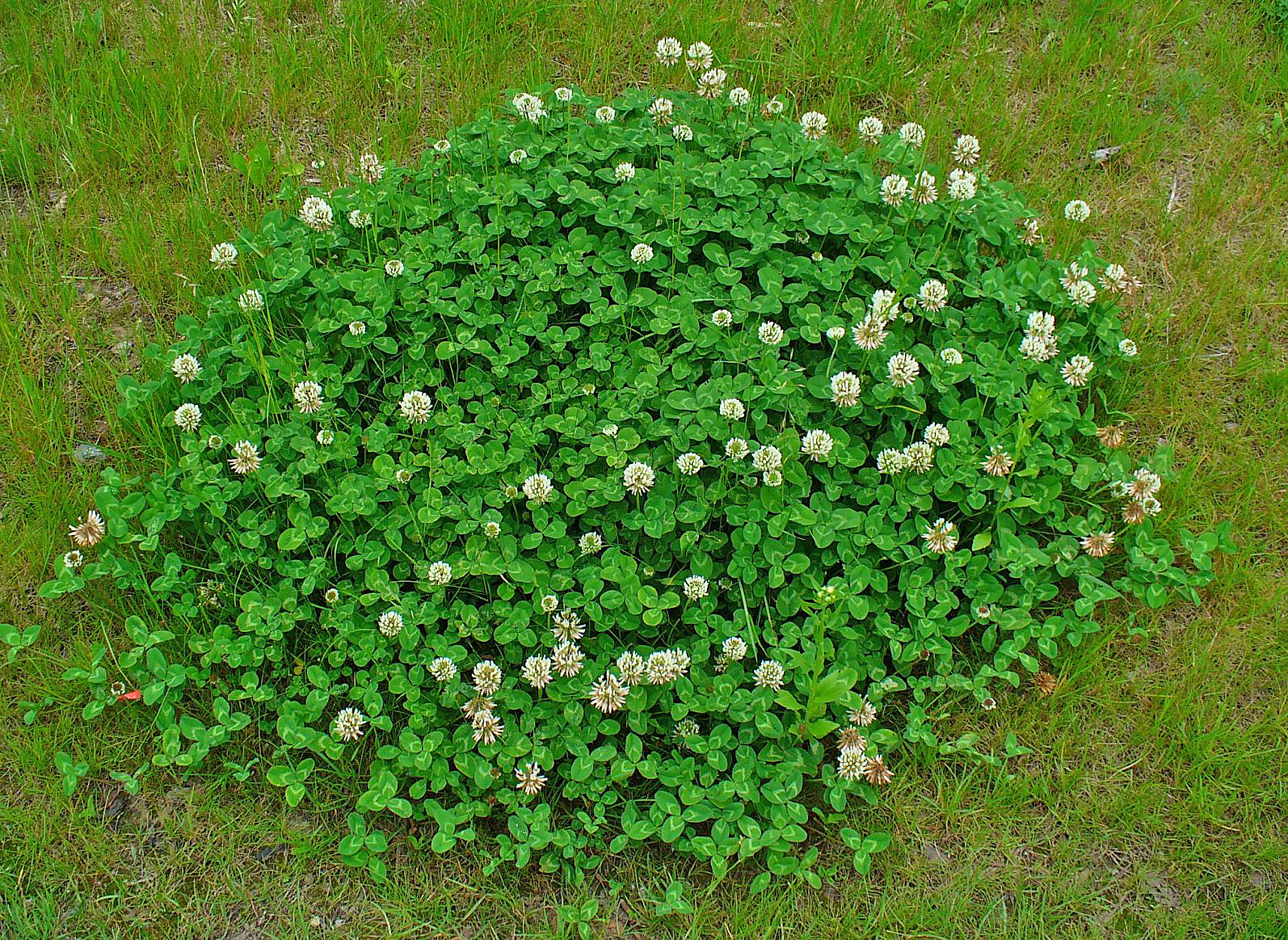
Trojčetný dlanitě složený list jetele plazivého
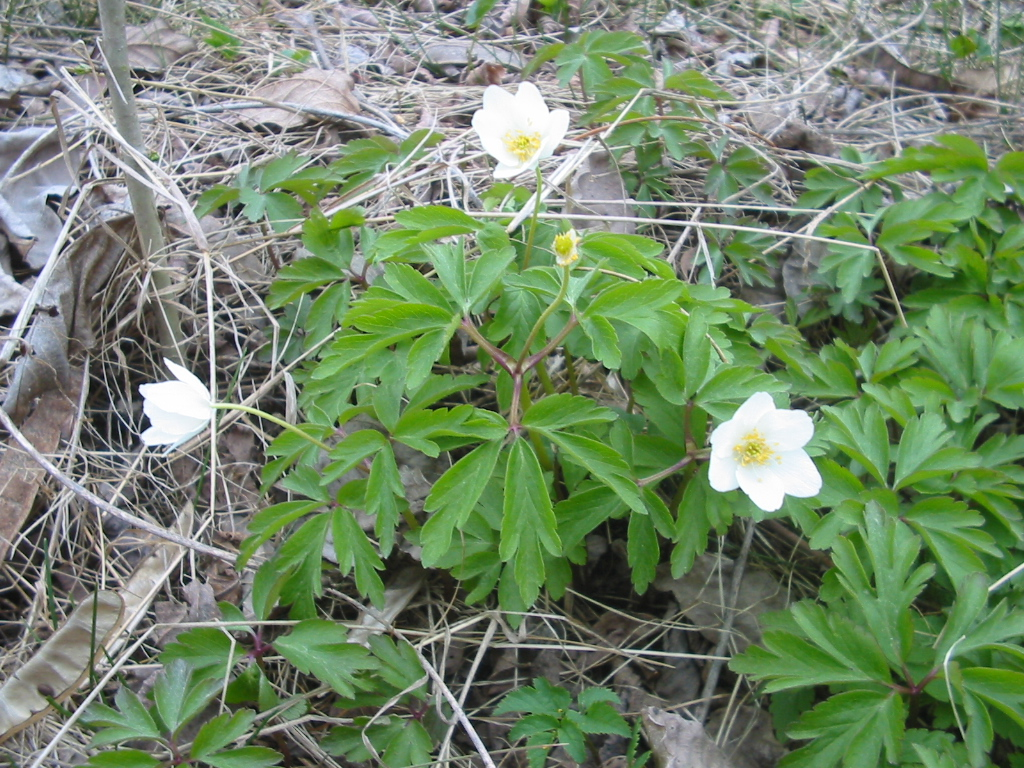
Dvojnásobně dlanitě složený list sasanky hajní
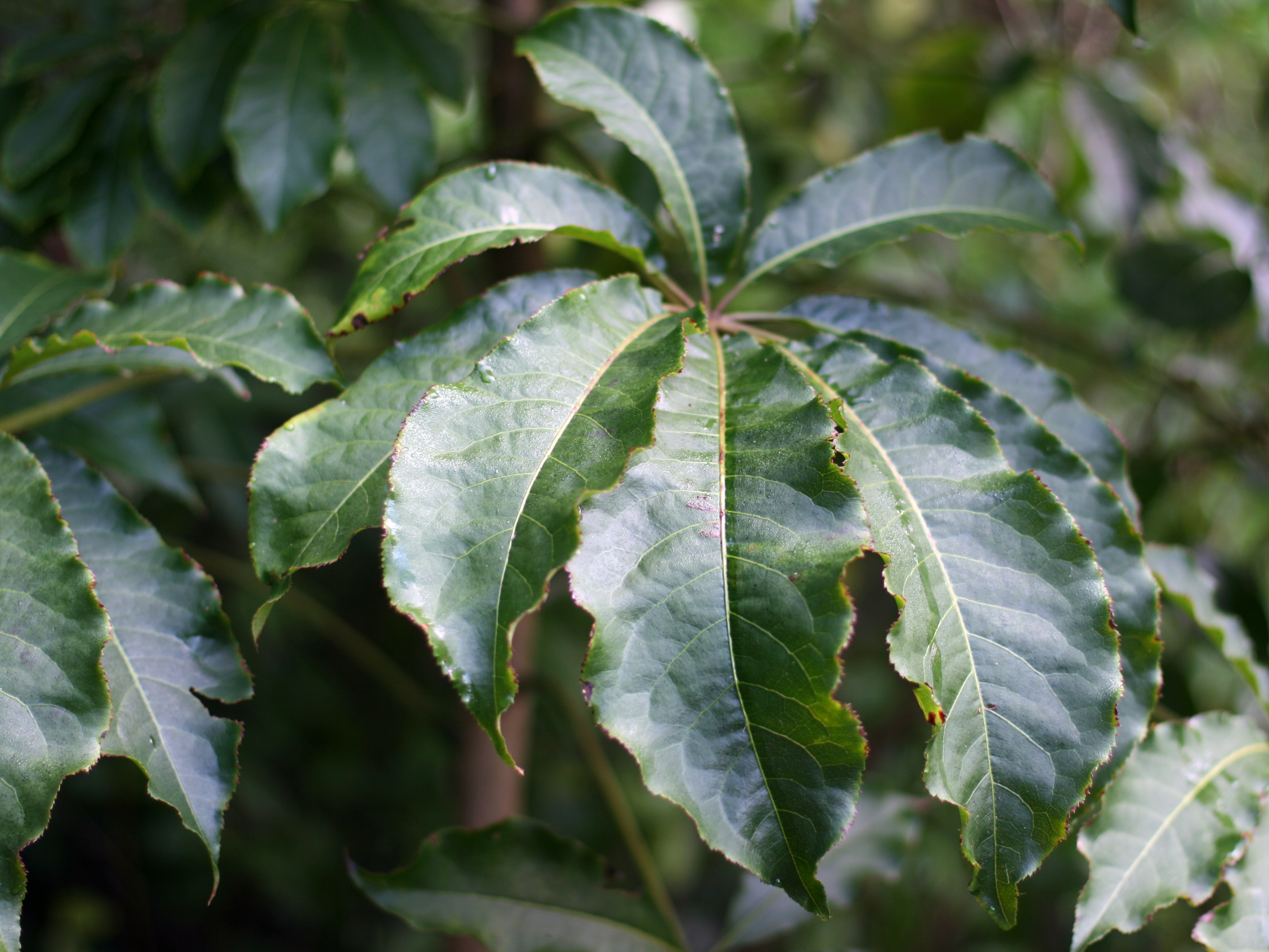
Mnohočetně dlanitě složený list šeflery spp.